# World Series of Poker 1990
 (juillet 2025).
La mise en forme du texte ne suit pas les recommandations de Wikipédia : il faut le « wikifier ».
Les points d'amélioration suivants sont les cas les plus fréquents. Le détail des points à revoir est peut-être précisé sur la page de discussion.
- Les titres sont pré-formatés par le logiciel. Ils ne sont ni en capitales, ni en gras.
- Le texte ne doit pas être écrit en capitales (les noms de famille non plus), ni en gras, ni en italique, ni en « petit »…
- Le gras n'est utilisé que pour surligner le titre de l'article dans l'introduction, une seule fois.
- L'italique est rarement utilisé : mots en langue étrangère, titres d'œuvres, noms de bateaux, etc.
- Les citations ne sont pas en italique mais en corps de texte normal. Elles sont entourées par des guillemets français : « et ».
- Les listes à puces sont à éviter, des paragraphes rédigés étant largement préférés. Les tableaux sont à réserver à la présentation de données structurées (résultats, etc.).
- Les appels de note de bas de page (petits chiffres en exposant, introduits par l'outil «  Source ») sont à placer entre la fin de phrase et le point final[comme ça].
- Les liens internes (vers d'autres articles de Wikipédia) sont à choisir avec parcimonie. Créez des liens vers des articles approfondissant le sujet. Les termes génériques sans rapport avec le sujet sont à éviter, ainsi que les répétitions de liens vers un même terme.
- Les liens externes sont à placer uniquement dans une section « Liens externes », à la fin de l'article. Ces liens sont à choisir avec parcimonie suivant les règles définies. Si un lien sert de source à l'article, son insertion dans le texte est à faire par les notes de bas de page.
- La présentation des références doit suivre les conventions bibliographiques. Il est recommandé d'utiliser les modèles {{Ouvrage}}, {{Chapitre}}, {{Article}}, {{Lien web}} et/ou {{Bibliographie}}. Le mode d'édition visuel peut mettre en forme automatiquement les références.
- Insérer une infobox (cadre d'informations à droite) n'est pas obligatoire pour parachever la mise en page.

Pour une aide détaillée, merci de consulter Aide:Wikification.
Si vous pensez que ces points ont été résolus, vous pouvez retirer ce bandeau et améliorer la mise en forme d'un autre article.
Résultats des World Series of Poker 1990.

## Résultats
| Tournoi                             | Vainqueur                      | Prix     | Finaliste      |
| ----------------------------------- | ------------------------------ | -------- | -------------- |
| $1,500 Limit Hold'em                | Mike Hart                      | $252,000 | Mel Judah      |
| $1,500 Razz                         | Ray Rumler                     | $111,600 | Robert Turner  |
| $1,500 Seven Card Stud Hi-Lo Split  | Norm Boulus                    | $108,600 | Wally Caldwell |
| $1,500 Omaha Hi-Lo Split            | Monte Kouz                     | $113,400 | Herb Chessler  |
| $1,500 Limit Omaha                  | Tony Stormzand                 | $106,800 | Jack Green     |
| $1,500 Ace to Five Draw             | Phil Reher                     | $124,200 | Al Kudelka     |
| $1,500 Seven Card Stud              | Vasilis Lazarou                | $158,400 | Steve Metz     |
| $1,500 Pot Limit Omaha              | Shawqui Shunnarah              | $113,400 | Austin Scott   |
| $5,000 No Limit Deuce to Seven Draw | John Bonetti                   | $83,250  | Milton Butts   |
| $5,000 Seven Card Stud              | Hugh Todd                      | $168,000 | Keith Sexton   |
| $5,000 Pot Limit Omaha              | Thomas "Amarillo Slim" Preston | $142,000 | O'Neil Longson |
| $2,500 Limit Hold'em                | Berry Johnston                 | $254,000 | Hal Kant       |
| $2,500 No Limit Hold'em             | Allen Baker                    | $280,000 | Freddy Deeb    |
| $500 Ladies' Seven Card Stud        | Marie Gabert                   | $22,000  | Jenny Kaye     |

## Table Finale du Main Event
| Place | Nom              | Prix     |
| ----- | ---------------- | -------- |
| 1er   | Mansour Matloubi | $835,000 |
| 2e    | Hans Lund        | $334,000 |
| 3e    | Dave Crunkleton  | $167,000 |
| 4e    | Jim Ward         | $91,850  |
| 5e    | Berry Johnston   | $75,150  |
| 6e    | Al Krux          | $58,450  |